# Брацлавсько-вінницьке повстання (1541)
Повстання брацлавських і вінницьких міщан та шляхтичів проти їхнього старости, князя Семена Пронського, спалахнуло на початку 1541 року.    
Сперва повсталі оволоділи замком Брацлава, втопивши старшого зем'янина Богуша Слупицю, відтак облягли замок у Вінниці, куди Пронський втік.    
Зрештою, виступ було придушено, а його керівників страчено.   